# Distrito de Huaral
El distrito de Huaral es uno de los doce que conforman la provincia homónima, ubicada en el departamento de Lima, en la circunscripción del Gobierno Regional de Lima-Provincias, en el Perú. Limita por el oeste con el distrito de Chancay; por el este con los distritos de Ihuarí y Sumbilca; por el norte con la provincia de Huaura; y, por el sur con el distrito de Aucallama.
Dentro de la división eclesiástica de la Iglesia Católica del Perú, pertenece a la diócesis de Huacho.

## Historia
Dentro de la jurisdicción de la provincia de Chancay fue creado el distrito de Chancay, por Ley del 2 de enero de 1857 del gobierno del Presidente Ramón Castilla, sede también de la capital provincial. Huaral quedó anexado a dicho distrito.
El crecimiento de Huaral motivó que los hacendados del valle, especialmente los hermanos Del Solar, vieran la necesidad de darle independencia administrativa a este sector, anexo al distrito de Chancay, sede también de la capital de la provincia, del mismo nombre. Para ello, dichos hermanos gestionaron a través de su padre, Pedro Alejandrino del Solar, entonces vicepresidente de la República, la creación del Distrito de Huaral. Esta se concretó el 31 de octubre de 1890, en el gobierno del Presidente Remigio Morales Bermúdez.
Muchos años más tarde, el 11 de mayo de 1976 mediante Ley N.º 21488 de creación de la provincia de Huaral, suscrita por el presidente Francisco Morales Bermúdez, pasó a formar parte de la provincia recién creada.

## Toponimia
La hipótesis del historiador Jesús Elías Ipince es que el nombre de Huaral proviene del cacique Martín Guaral Paico, basado en escritura de fecha de 19 de agosto de 1567, a mediados del siglo XVI. De lo que se desprende, Guaral habría derivado posteriormente en Huaral.

## Geografía y ubicación
El distrito de Huaral es un territorio geográfico que se ubica al norte de la capital del Perú iniciando su territorio por el lado litoral en el kilómetro 56 de la Panamericana Norte, a la mitad del "Serpentín de Pasamayo".
El territorio de la provincia abarca la franja costera comprendiendo todo el valle de Chancay hasta las altas cumbres del Vichaycocha, donde nace el Chacal o Pasacmayo "río de la luna".
La capital de la provincia es la ciudad de Huaral, antiguo poblado que ha crecido con la modernidad sin perder sus características propias de la ciudad provinciana y que estando a 80 kilómetros de Lima emerge como cosmopolita sin necesidad de ser demasiado grande, contando con la mayoría de servicios y accediendo al avance de la tecnología. La ciudad de Huaral cuenta con modernos edificios, pero ninguno de ellos pasa los 7 pisos, conservando sus antiguas edificaciones, tanto en el denominado Huaral cuadrado como sus barrios antiguos donde lentamente se va reemplazando al adobe por el cemento.

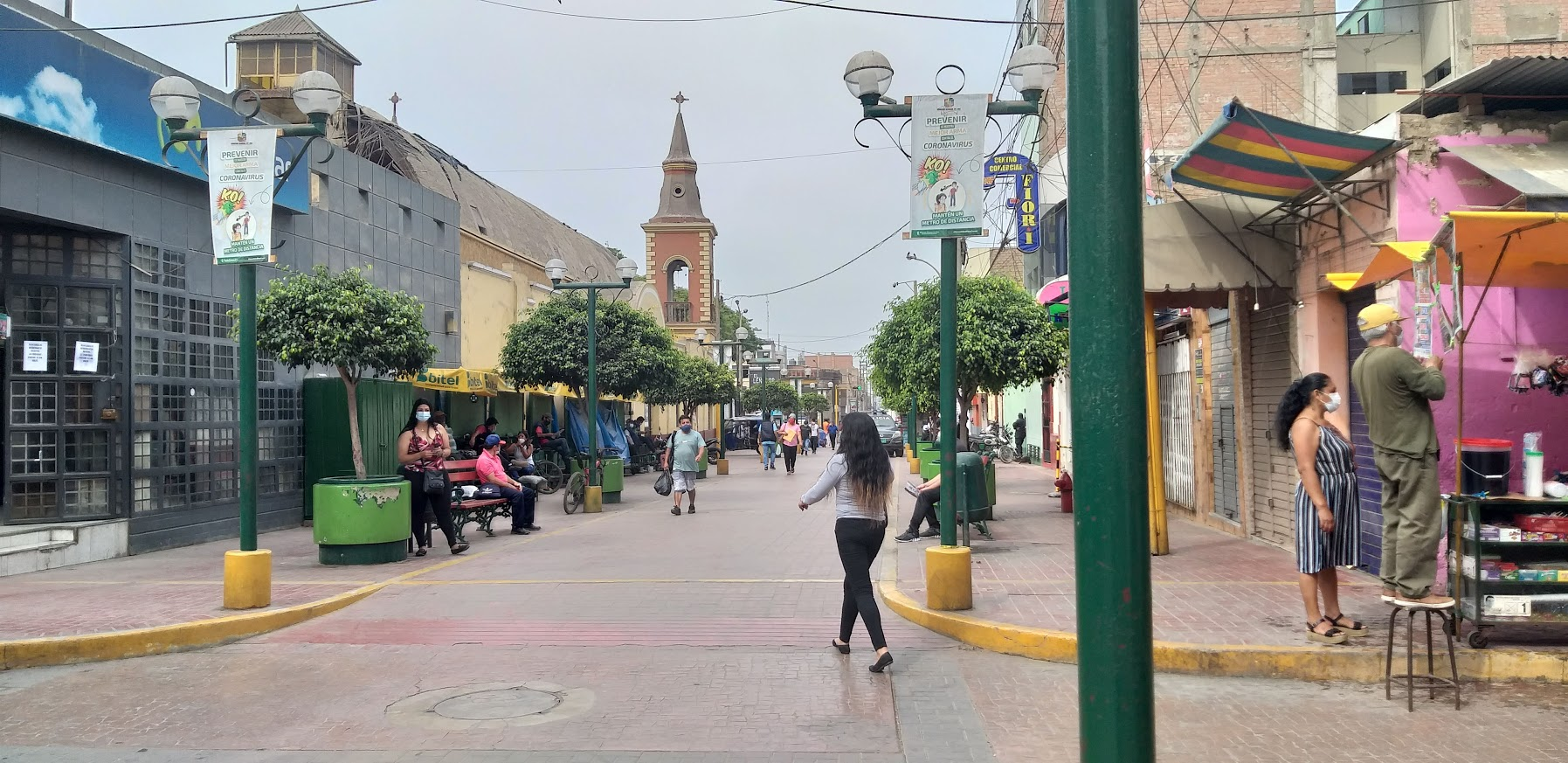
El Boulevard del Solar

Huaral, como la mayoría de las ciudades costeras del País, no ha sido ajena al proceso migratorio de los pobladores del interior del Perú que a partir de los 60 empezaron a llegar a nuestra ciudad para posesionarse de su entorno formando los Pueblos Jóvenes, asentamientos Humanos, centros Poblados, etc., muchos de los cuales nacieron como producto de las invasiones, así podemos decir que la ciudad de Huaral se encuentra enclavada en pleno valle de Chancay, a 8 kilómetros de la margen derecha del río, rodeado de verdor y cerros.

## Población
Según el censo de 2017 el distrito de Huaral tenía 99 915 hab.

### Capital
La capital del distrito y de la provincia de huaral es la ciudad homónima. Se encuentra ubicada a 117 m s. n. m. y a 76 km al norte de la ciudad de Lima.

### Centros poblados
El distrito de Huaral tiene los siguientes centros poblados:

#### Urbanos
- Jecuán
- Retes
- Jesús del Valle
- La Florida
- La Querencia
- Huando
- La Quincha

#### Rurales
- Hornillos
- Cuyo
- La Huaca
- Pueblo Libre
- Huayán
- San Miguel
- Quisque Bajo
- Huataya
- Esquivel
- Esperanza Alta
- Esperanza Baja

## Hitos urbanos
El distrito de Huaral tiene como principal vía la tradicional Calle Derecha, siendo las calles Cahuas y 28 de Julio y las avenidas Centenario y Chancay también de gran movimiento comercial.

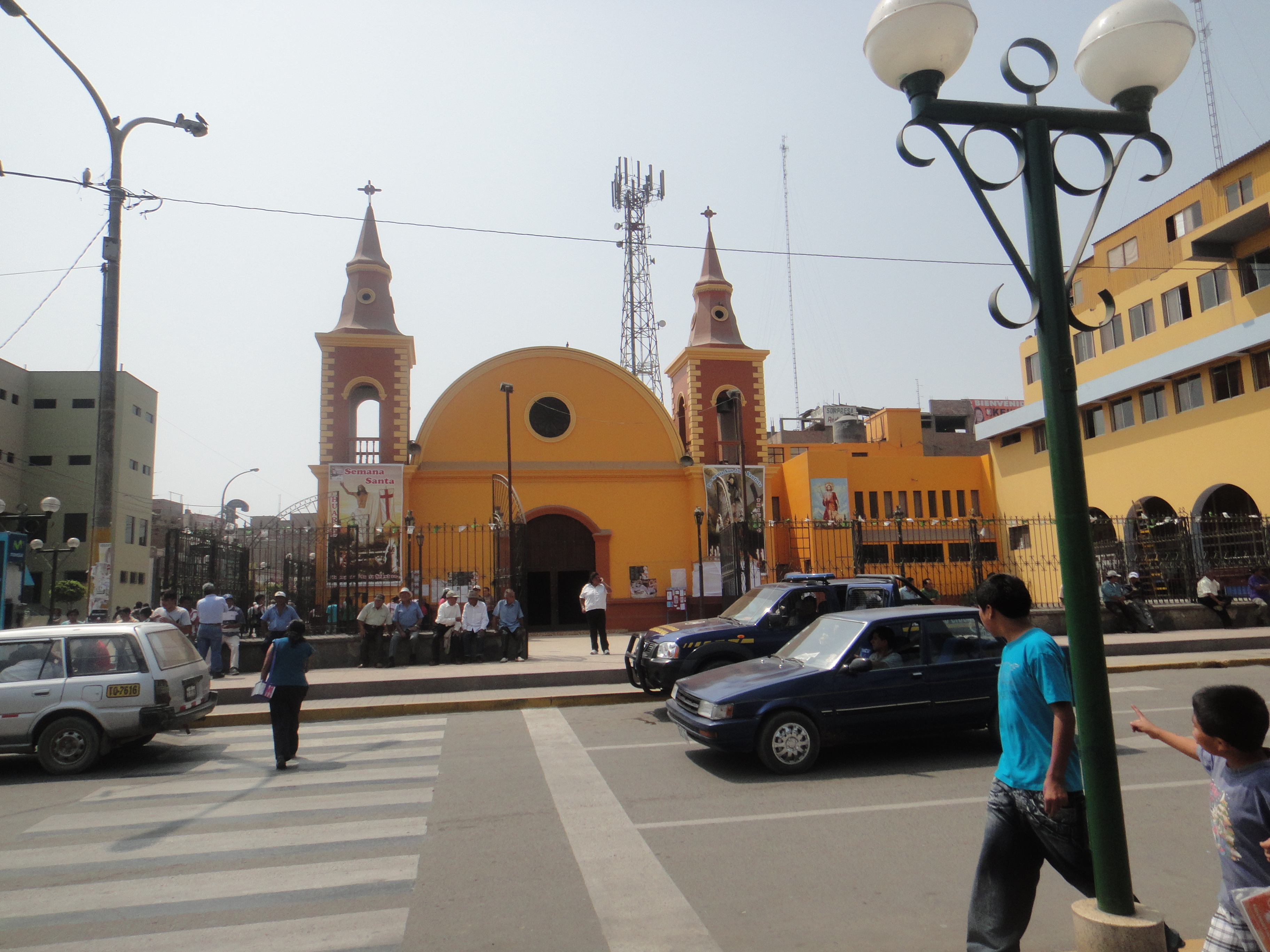
Iglesia San Juan Bautista de Huaral en la plaza de armas de la ciudad.

Su principal templo católico está dedicado a San Juan Bautista y se encuentra ubicado en el perímetro de la Plaza de Armas, al igual que la Municipalidad Provincial de Huaral.
El Señor de los Milagros fue declarado el 28 de octubre de 2005 como Patrón Jurado de Huaral y sus doce distritos, según resolución Municipal 126-2005 dada por el alcalde Jaime Uribe Ochoa. La imagen que se venera en la "Parroquia Santuario Señor de los Milagros" situada en la avenida Grau, cuenta con un Hermandad formada por once Cuadrillas de Cargadores y un grupo de Hermanas Sahumadoras, siendo considerada como la Hermandad más grande de la Región Lima - Provincias.
El Estadio Municipal, con capacidad para 5.692 espectadores, se denomina Julio Lores Colán, y ha sido sede de eventos oficiales de la Liga Peruana de Fútbol, cuando el Unión Huaral jugó en Primera División.
Cuenta con 5 cementerios, siendo los más importantes los de La Huaquilla y de la Colonia China, ubicados ambos en la calle 28 de Julio; y otros como el de Los Naturales y el Jardines de la Paz en Huando.

## Clima
En el distrito de Huaral, los veranos son calurosos, húmedos, áridos y nublados y los inviernos son b largos, cómodos, secos y mayormente despejados. Durante el transcurso del año, la temperatura generalmente varía de 16 °C a 28 °C y rara vez baja a menos de 14 °C o sube a más de 30 °C. La temporada templada dura 3.0 meses, del 4 de enero al 5 de abril, y la temperatura máxima promedio diaria es más de 26 °C. El mes más cálido del año en Huaral es Febrero, con una temperatura máxima promedio de 28 °C y mínima de 21 °C. La temporada fresca dura 4.3 meses, del 9 de junio al 17 de octubre, y la temperatura máxima promedio diaria es menos de 22 °C. El mes más frío del año en Huaral es Agosto, con una temperatura mínima promedio de 16 °C y máxima de 20 °C.

## Equipos de fútbol

### EnHuaral
- Club Deportivo Huaral Fútbol Club
- Club Sport Unión Huaral
- Club Deportivo Social Huando
- Academia Emanuel
- Club Deportivo Andrés de los Reyes
- Club Unión Carac
- Club Juventud Los Naturales

### En los e-sports
- Club Deportivo Huaral Fútbol Club e-sports

## Autoridades

### Municipales
- 2023 - 2026[5]
  - Alcalde: Fernando José Cárdenas Sánchez, de Patria Joven.
  - Regidores:

  1. Gustavo Michael Alvarez Huamán (Patria Joven)
  2. Silvia Mercedes Dorador Gonzáles (Patria Joven)
  3. Delfin Julio Obando Guizabalo (Patria Joven)
  4. Haydee Albina Bailón Flores (Patria Joven)
  5. Eugenio Prospero Brito Castro (Patria Joven)
  6. Cecilia Patricia Carvallo Rodas (Patria Joven)
  7. Miguel Angel Javier Chero (Patria Joven)
  8. Alexandra Ingrid Reyes Bonifaz (Movimiento Regional Unidad Cívica Lima)
  9. Albertico Nolio Quintana Meléndez (Movimiento Regional Unidad Cívica Lima)
  10. Hilda Elena Abanto Estrada (Movimiento Regional Unidad Cívica Lima)
  11. Daniel Eugenio Hernández Buitrón (Alianza para el Progreso)

### Policiales
- Comisaría de Huaral
  - Comisario: Cmdte. PNP. Joel Rivera Daga

## Educación

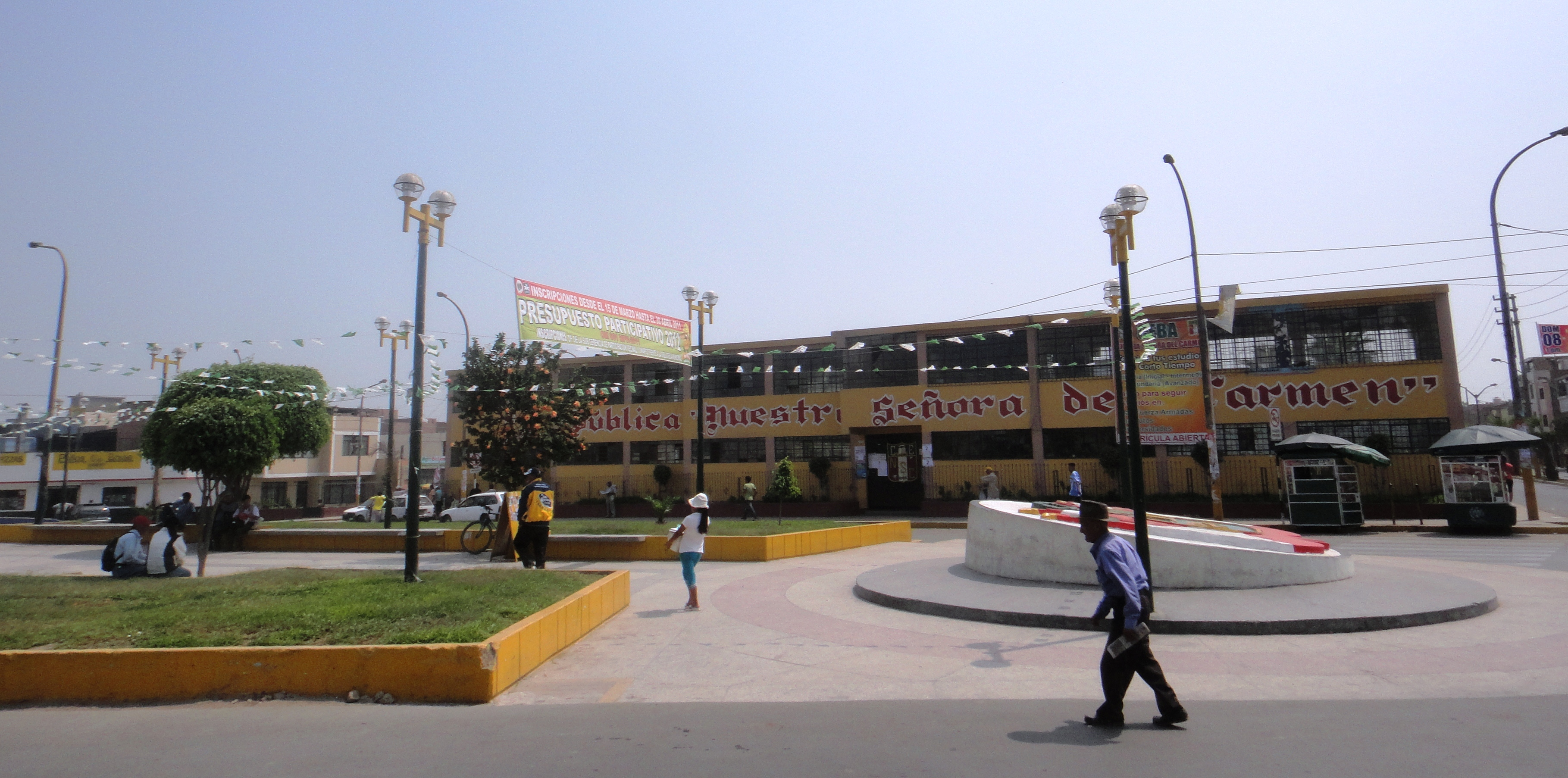
Vista de la I.E Pública "Nuestra Señora del Carmen" desde la Plaza Centenario.

Huaral cuenta con varios centros educativos en distintas zonas del distrito, ya sean públicas o privadas; con iniciativas de promover, estimular y facilitar el refinamiento de habilidades o capacidades propias del individuo, mediante el aprendizaje, la construcción de conocimientos o diversas experiencias, así como también de las virtudes, creencias, hábitos, u otras características del ser. Se realizan capacitaciones para docentes, se invierte en infraestructura escolar y se promueven programas como educación vial para escolares. 

### Instituciones educativas

#### Públicas
- IE N° 20449 Andrés de los Reyes
- IE N° 20826 San Juan Bautista
- IE N° 20407 Los Naturales
- IE N° 21009 Luis Felipe Subauste del Río
- IE N° 20402 Virgen de Fátima
- IE N° 20406 La Huaquilla
- IE Nº 21010 Clara Nichos Mansilla
- IE N° 20793 Libertador Don José de San Martín
- IE N° 87 Emilia Barcia Boniffati
- IE Nº 20845 Mariano Melgar
- IE Nº 20444 José Alejandro López Durand
- IE Nuestra Señora del Carmen

#### Privadas
- IEP Isaac Newton
- IEP Germán Menacho Alpiste
- IEP Claper
- IEP Inka Gakuen
- IEP Jedcer
- IEP María Reyna
- IEP Nuestra Señora de Guadalupe
- IEP Nuestra Señora de la Merced
- IEP Santa María de los Ángeles
- IEP San Isidro
- IEP Hogar Infantil
- IEP San Juan Bosco
- IEP Cristiano Emaús
- IEP San Carlos
- IEP Cristo Redentor
- IEP Santa Inés
- IEP Jhon F. Kennedy
- IEP El Nazareno
- IEP Señor de la Misericordia
- IEP Saco Oliveros
- IEP Prolog
- IEP María Montessori

## Festividades
Huaral cuenta con varias festividades que son muy concurridas por el pueblo de voto que en su mayoría es de religión Católica entre ellas destacan:
- Marzo/abril: Semana Santa
- Mayo: Virgen de Fátima (Pasaje Luis Colán)
- Junio: San Antonio de Padua, San Juan Bautista, San Pedro (Huando)
- Julio: Virgen del Carmen
- Agosto: Santa Rosa de Lima
- Septiembre: Virgen de las Mercedes
- Octubre: Señor de los Milagros
- Noviembre: San Martín de Porres
- Diciembre: Inmaculada Concepción (Huando)